# Kurt von Fischer
Kurt Fischer (Berne, 25 avril 1913 – Berne, 27 novembre 2003) est un musicologue et pianiste suisse.

## Biographie
Kurt Fischer est le fils du mycologue Eduard Fischer. Fischer étudie le piano au Conservatoire de Berne, avec Franz Josef Hirt et sort diplômé en 1935. Puis il se perfectionne auprès de Czesław Marek. En outre, il étudie la musicologie à l'Université de Berne avec Ernst Kurth et Wilibald Gurlitt et obtient son doctorat en 1938 avec une thèse au sujet de l'harmonie chez Grieg. Il complète sa formation avec une habilitation en 1948, sur les œuvres instrumentales de Beethoven.
De 1939 à 1957, il occupe la place de professeur de piano et d'études stylistiques au Conservatoire de Berne. Dans les années 1948 à 1957, il est nommé chargé de cours à l'Université de Berne. De 1957 à 1979, il enseigne en tant que professeur de musicologie à l'Université de Zurich, dont il est le doyen, entre 1974 à 1976. Il est également professeur invité en Europe, aux États-Unis (1967) et en Australie. Il est membre d'honneur de nombreuses sociétés scientifiques et président de la Société internationale de musicologie de 1967 à 1972. En 1974, il reçoit le prix musical du Canton de Berne. Il prend sa retraite en 1979, et en 1980, lui est décernée la médaille Hans-Georg Nägeli de Zurich. Au cours de sa carrière, il est en correspondance avec de nombreuses personnalités connues du monde du XXe siècle, notamment avec Inge Borkh, Alfred Cortot, György Ligeti, Arvo Pärt, Sándor Veress, Wladimir Vogel et Jean Ziegler.
En 1968, commence la collaboration avec Ludwig Finscher, pour l'édition complète des œuvres de Paul Hindemith et en 1974, il est l'éditeur principal de la collection Polyphonic Music of the Fourteenth Century, aux éditions de l'Oiseau-Lyre. De 1979 à 1989 il est président du RISM et contribue à de nombreux dictionnaires et encyclopédies.
En 1940, Kurt von Fischer épouse la pianiste Esther Aerni. Il est mort le 27 novembre 2003 à l'âge de 90 ans, à Berne.
Les recherches de Fischer portent sur l'Ars nova du XIVe siècle, l'histoire des musiques pour la passion, ainsi que l'œuvre avec variation de Beethoven. Fischer, enseignant et chercheur de renommée internationale, est nommé citoyen d'honneur de Certaldo (près de Florence), pour ses mérites dans l'étude du Trecento.

## Écrits
- Polyphonic Music of the Fourteenth Century, Monaco 1974–1991.
- Sämtliche Werke, Paul Hindemith. Mainz 1975.
- Archiv für Musikwissenschaft. Mitherausgeber Stuttgart 1952.
- Griegs Harmonik und die nordländische Folklore. Bern 1938.
- Die Beziehung von Form und Motiv in Beethovens Instrumentalwerken. Strasbourg 1948.
- Studien zur italienischen Musik des Trecento und frühen Quattroctento. Bern 1956.
- Die Variation. Köln 1956.
- Handschriften mit mehrstimmiger Musik des 14., 15. und 16. Jahrhunderts. Répertoire international des sources musicales. B. 4, 3–4. München 1972.
- Essays in Musicology. New York 1989.
- Wege zu Bach. Jahresgabe 1991 der Internationalen Bach-Gesellschaft Schaffhausen. Wiesbaden 1992.
- Die Passion: Musik zwischen Kunst und Kirche. Kassel 1997.